# Otopharynx
Otopharynx is een geslacht van straalvinnige vissen uit de familie van de cichliden (Cichlidae).

## Soorten
- Otopharynx antron Cleaver, Konings & Stauffer, 2009
- Otopharynx argyrosoma (Regan, 1922)
- Otopharynx auromarginatus (Boulenger, 1908)
- Otopharynx brooksi Oliver, 1989
- Otopharynx decorus (Trewavas, 1935)
- Otopharynx heterodon (Trewavas, 1935)
- Otopharynx lithobates Oliver, 1989
- Otopharynx ovatus (Trewavas, 1935)
- Otopharynx pachycheilus Arnegard & Snoeks, 2001
- Otopharynx selenurus Regan, 1922
- Otopharynx speciosus (Trewavas, 1935)
- Otopharynx spelaeotes Cleaver, Konings & Stauffer, 2009
- Otopharynx tetraspilus (Trewavas, 1935)
- Otopharynx tetrastigma (Günther, 1894)